# UFC 50
UFC 50: The War of '04 è stato un evento di arti marziali miste tenuto dalla Ultimate Fighting Championship il 22 ottobre 2004 al Trump Plaza Hotel and Casino di Atlantic City, Stati Uniti d'America.

## Retroscena
L'incontro principale della serata avrebbe dovuto essere tra Tito Ortiz e Guy Mezger, ma a causa dell'infortunio di quest'ultimo venne rimpiazzato con Patrick Côté, il quale doveva affrontare Marvin Eastman nell'incontro preliminare e che quindi affrontò il sostituto Travis Lutter.

## Risultati

### Card preliminare
- Incontro categoria Pesi Mediomassimi:  Travis Lutter contro  Marvin Eastman

Lutter sconfisse Eastman per KO (pugno) a 0:31 del secondo round.
- Incontro categoria Pesi Medi:  Ivan Salaverry contro  Tony Fryklund

Salaverry sconfisse Fryklund per sottomissione (triangolo al corpo) a 1:36 del primo round.

### Card principale
- Incontro categoria Pesi Medi:  Evan Tanner contro  Robbie Lawler

Tanner sconfisse Lawler per sottomissione (strangolamento triangolare) a 2:22 del primo round.
- Incontro categoria Pesi Welter:  Frank Trigg contro  Renato Verissimo

Trigg sconfisse Verissimo per KO (colpi) a 2:11 del secondo round.
- Incontro per il titolo dei Pesi Welter:  Matt Hughes contro  Georges St-Pierre

Hughes sconfisse St-Pierre per sottomissione (armbar) a 4:59 del primo round e divenne il nuovo campione dei pesi welter.
- Incontro categoria Pesi Medi:  Rich Franklin contro  Jorge Rivera

Franklin sconfisse Rivera per sottomissione (armbar) a 4:28 del terzo round.
- Incontro categoria Pesi Mediomassimi:  Tito Ortiz contro  Patrick Côté

Ortiz sconfisse Côté per decisione unanime (30–27, 30–26, 30–26).